# Liste der Bischöfe von Dorpat
Die Liste der Bischöfe von Dorpat führt die Diözesanbischöfe des Bistums Dorpat auf. Das Bistum wurde 1211 in Leal gegründet und 1224 nach Dorpat verlegt.

## Bischöfe von Leal
| Nr. | Bischof                              | von  | bis  | Anmerkung                                                                                                  | Darstellung | Wappen |
| --- | ------------------------------------ | ---- | ---- | --- | ----------- | ------ |
| 01  | Dietrich-Theodorich                  | 1211 | 1219 | † 15. Juni 1219                                                                                            |             |        |
| 02  | Hermann I. von Apeldern (Buxthoeven) | 1220 | 1224 | am 10. April 1220 zum Bischof von Leal bestellt, am 21. Juli 1224 Verlegung des Bischofssitzes nach Dorpat |             |        |

## Fürstbischöfe von Dorpat
| Nr. | Bischof                              | von  | bis   | Anmerkung | Darstellung | Wappen |
| --- | ------------------------------------ | ---- | ----- | --- | ----------- | ------ |
| 02  | Hermann I. von Apeldern (Buxthoeven) | 1224 | 1245  | seit 10. April 1220 Bischof von Leal, mit Verlegung des Bischofssitzes am 21. Juli 1224 Fürstbischof von Dorpat, resigniert 1245 |             |        |
| 0   |                                      | 1247 | 1251  | Vakanz |             |        |
| 03  | Bernhard I.                          | 1251 | 1263  | am 26. Juli 1251 zum Bischof bestellt, † 10. September 1263 |             |        |
| 04  | Alexander                            | 1263 | 1272? | am 10. September 1263 zum Bischof ernannt, † 18. Februar 1268 |             |        |
| 05  | Friedrich von Haseldorf              | 1268 | 1285  | im Januar 1268 zum Bischof bestellt, † 4. Dezember 1288 |             |        |
| 06  | Bernhard II.                         | 1287 | 1302? | 1299 genannt |             |        |
| 07  | Dietrich I. (Fischhausen-Vyshusen)   | 1303 |       | 1304, 1305 genannt |             |        |
| 08  | Engelbert I.                         |      |       | 1306 genannt |             |        |
| 09  | Nicolaus                             | 1313 | 1323  | 1315, 1321 genannt, † 1323 |             |        |
| 010 | Engelbert II. von Dahlen (Dolen)     | 1323 | 1341  | am 26. November 1323 zum Bischof bestellt, bis 18. Oktober 1341, 1323 in Riga genannt, † 1347 |             |        |
| 011 | Wescelus (Wessel)                    | 1342 | 1344  | am 27. September 1342 zum Bischof bestellt, † 1344 |             |        |
| 012 | Johannes I. Funfhausen (Viffhusen)   | 1346 |       | am 23. Oktober 1346 zum Bischof bestellt, 1347 genannt |             |        |
| 013 | Heinrich I. von der Velde            | 1355 | 1357  | |             |        |
| 014 | Johann II.                           | 1357 | 1378  | (von Damerau?) |             |        |
| 015 | Heinrich II. de Velde                | 1373 | 1378  | am 5. September 1373 zum Bischof bestellt, † 1378 |             |        |
| 016 | Albert Heket                         | 1378 | 1380  | Gegenbischof |             |        |
| 017 | Dietrich III. (Damerau)              | 1379 | 1400  | am 5. August 1379 bestellt, resigniert 2. Juli 1400 |             |        |
| 018 | Heinrich II. Wrangel                 | 1400 | 1410  | am 15. Dezember 1400 zum Bischof bestellt, 1404 genannt |             |        |
| 019 | Bernhard III. von Bülow              | 1411 | 1413  | am 7. Januar 1411 zum Bischof bestellt, 1412 genannt |             |        |
| 020 | Dietrich III. Reseler                | 1413 | 1441  | auch Theoderich Retzler (Reskler, Ressler), am 14. April 1413 zum Bischof bestellt, † 18./28. März 1441 |             |        |
| 021 | Bartholomaeus Sawijerwe              | 1442 | 1459  | am 17. März 1442 zum Bischof bestellt, 1443 genannt, † 1461 |             |        |
| 022 | Helmich von Mallinkrodt              | 1459 | 1468  | am 10. Dezember 1459 zum Bischof bestellt, bis 23. März 1468, † um 1485 |             |        |
| 023 | Andreas Peper (Pepler)               | 1468 | 1473  | Am 6. Dezember 1468 zum Bischof bestellt, bis Februar 1473 |             |        |
| 024 | Johann III. Bertkow                  | 1473 | 1485  | am 6. Juni 1473 zum Bischof bestellt, bis Februar 1485 |             |        |
| 025 | Dietrich IV. Hake                    | 1486 | 1498  | am 18. Juli 1485 zum Bischof bestellt |             |        |
| 026 | Johann IV. von der Rope              | 1499 | 1505  | Johannes von Buxhöwden am 20. März 1499 zum Bischof bestellt, ließ sich am 17. Juni 1499 in Rom durch Dechant Michael Bauernfeind (Purfinth) in das Bruderschaftsbuch des Collegio Teutonico di Santa Maria dell’Anima eintragen |             |        |
| 027 | Gerhard Schrove                      | 1505 | 1513  | 1506 genannt |             |        |
| 028 | Johann V. Duesborg                   | 1513 |       | (Duisburg) |             |        |
| 029 | Bernhard IV.                         | 1514 |       | |             |        |
| 030 | Christian Bomhower                   | 1514 | 1518  | am 30. Oktober 1514 zum Bischof bestellt, bis 15. April 1518 |             |        |
| 031 | Johann VI. Blankenfelde              | 1524 | 1527  | 1514–1524 Bischof von Reval, am 24. Juni zum Bischof von Dorpat bestellt, 1524–1527 Erzbischof von Riga, † 9. September 1527 |             |        |
| 032 | Johann VII. Bey                      | 1528 | 1534  | am 16. August 1528 zum Bischof bestellt |             |        |
| 033 | Johann VIII. Gellingshausen          | 1534 | 1543  | |             |        |
| 034 | Harmann II. Bey                      | 1543 | 1543  | resigniert Mai 1543 |             |        |
| 035 | Jobst von der Recke                  | 1543 | 1552  | am 21. April 1544 zum Bischof von Dorpat bestellt, resignierte am 18. April 1551 und ging als Domherr ins Bistum Münster, bewarb sich 1553 um den Bischofsstuhl von Münster; nachdem er Wilhelm Ketteler unterlag trat er aus dem geistlichen Stand aus und heiratete, er starb 1567.                                                                       |             |        |
| 036 | Hermann III. Weiland                 | 1552 | 1558  | von 1544 bis 1558 Abt des Klosters Kärkna, am 17. Oktober 1552 vom Domkapitel zum Bischof von Dorpat gewählt, am 25. Juni 1554 von Papst Julius III. bestätigt, im Livländischen Krieg 1558–1583 von den Russen abgesetzt zog er sich in sein Kloster zurück, russische Truppen deportierten ihn am 23. August 1558 ins Innere Russlands, wo er 1563 starb. |             |        |